# Philippe de Béthune
Pour les articles homonymes, voir Bethune.
 (décembre 2023).
Si vous disposez d'ouvrages ou d'articles de référence ou si vous connaissez des sites web de qualité traitant du thème abordé ici, merci de compléter l'article en donnant les références utiles à sa vérifiabilité et en les liant à la section « Notes et références ».
Philippe de Béthune, par acquisition marquis de Chabris, baron puis comte de Selles-sur-Cher, baron/comte de Charost et de Mors, seigneur de Fontmoreau, est un homme d'armes, un gentilhomme de l'administration royale, ainsi qu'un diplomate français, né vers 1565 et mort en 1649 en son château de Selles (ou Celle(s), à l'époque). Le marquis de Chabris et de Béthune est le sixième fils de François de Béthune, baron de Rosny, et de Charlotte Dauvet, qui appartenait à une famille de conseillers au Parlement.
Philippe est donc le frère puîné du célèbre ministre de Henri IV, Maximilien de Béthune, marquis de Rosny, surintendant des finances, fait duc et pair en 1606, sous le nom de Sully. Alors que son frère aîné reste toute sa vie fidèle à la foi protestante, Philippe de Béthune est un fervent catholique et refonde, en 1611-1612, l'abbaye de sa ville de Selles-sur-Cher qu'il confie à la congrégation des Feuillants. A proximité de l'abbaye, il fait construire en 1616 un hôpital, desservi par les Frères de la Charité. En 1633, il fonde enfin un couvent d'Ursulines à Selles, accueillant des religieuses envoyées par le couvent de Blois.

## Une épée et une plume administrative au service des rois de France
Philippe de Béthune sert avec distinction Henri III puis Henri IV pendant les guerres de la Ligue. Le jeune homme est d'abord formé au métier des armes. Il est bailli de Mantes et de Meulan (1597). Il reçoit une charge de lieutenant de compagnie de gendarme. Chevalier des ordres du roi, il est nommé lieutenant général en Bretagne, puis gouverneur de la ville de Rennes.
En complément puis au terme de ses fonctions de police et d'administration, il occupe une place de conseiller au Conseil d'État privé et au Conseil des finances. Gentilhomme du roi, il est nommé chef du Conseil des dépêches étrangères.
À la cour, il reçoit l'honneur d'être nommé gouverneur de la personne de Monsieur d'Orléans, second fils de Henri IV.

## Diplomate et collectionneur d'art
Premier gentilhomme de la chambre du roi, Philippe de Béthune, grand amateur d'art, est nommé ambassadeur en mission extraordinaire auprès de Jacques II, roi d'Écosse, puis de 1601 à 1605 ambassadeur ordinaire à Rome. Il se fait accompagner du jeune Mathurin Régnier, qui lui dédie sa sixième satire.
Il admire l'école naturaliste romaine, et sort de prison son peintre-phare, le maître lombard Le Caravage, en 1603.
Familier de Clément VIII, il prend part à l'élection de ses successeurs, Léon XI et Paul V. Il s'attache à une paix italienne en essayant de mettre fin à l'incessante guérilla entre les partisans du roi d'Espagne et ceux des ducs de Mantoue et de Savoie. Ce sont les prémices du traité de Pavie qui se conclut tardivement entre 1617 et 1619. Il demeure jusqu'au 6 juin 1605 dans la cité papale.
Philippe est ensuite nommé ambassadeur en Savoie et en Allemagne sous les règnes de Henri IV et de Louis XIII.
En 1619, Louis XIII confie à Philippe de Béthune et au cardinal de La Rochefoucauld la mission d'apaiser les tensions avec la reine-mère Marie de Médicis, qui s'est retranchée à Angoulême après s'être enfuie du château de Blois où le roi l'avait assignée à résidence. Cette ambassade met un premier terme à ce qui a été surnommé la « guerre de la mère et du fils ». Armand du Plessis, évêque de Luçon et futur cardinal de Richelieu, y joue un rôle éminent.
Le duc d'Angoulême et lui sont nommés députés extraordinaires en 1624 vers l'empereur et les princes allemands. Il s'agit de prendre la mesure de la désagrégation du Saint-Empire emporté dans la guerre de Trente Ans.
Les années suivantes, Philippe de Béthune est accaparé par les affaires romaines. Une ambassade extraordinaire auprès du pape Urbain VIII lui permet de mettre fin à l'ancien litige de la Valteline. Devant le pape reconnaissant, il signe un traité avec l'ambassadeur d'Espagne. En 1629, il négocie afin d'empêcher la maison d'Autriche d'opprimer la maison de Mantoue et d'annexer Cazal. Un traité d'union, entre le roi, le pape et la république de Venise est conclu.
Mais les évolutions de la politique interne française après 1628, en particulier la reconquête des lieux de sûreté protestants par le roi et Richelieu, suscitant l'hostilité d'une partie de sa large famille, l'éloigne des faveurs royales. Il reste toutefois proche des milieux diplomatiques qu'anime la pensée politique du cardinal Richelieu.
A partir de 1631, Philippe de Béthune se retire de la vie publique pour s'installer sur ses terres de Selles-sur-Cher. Il y mène une retraite studieuse et, dès 1632, fait paraître Le Conseiller d'Etat, manuel d'éducation politique publié sans nom d'auteur. Ce traité est réédité en 1667 à l'initiative de son petit-fils Henri de Béthune, qui le fait paraître sous le titre Diverses observations et maximes politiques de monsieur de Béthune, employé en plusieurs ambassades considérables sous les règnes d'Henry IV et de Louis XIII, à la suite de l'Ambassade extraordinaire de messieurs les ducs d'Angoulesme, comte de Bethune et de Preaux Chasteau-Neuf envoyéz par le roy Louis XIII vers l'empereur Ferdinand II et les princes et potentats d'Allemagne en l'année 1620. 
Philippe meurt à Selles en 1649 à l'âge de 84 ans.
La riche bibliothèque de près de 2000 manuscrits qu'il a rassemblée, ainsi qu'une partie de ses collections d'art, constituées de statues et de toiles du courant naturaliste que ce collectionneur avait vu naître, ont attiré la convoitise de la reine Christine de Suède. Hippolyte de Béthune, héritier des collections de son père, qu'il complète à son tour, décide d'en faire don à Louis XIV, don accepté par lettres patentes de 1663. Sa collection comportait notamment deux tableaux qu'il assurait avoir achetés directement au Caravage, comme il l'attestait dans un inventaire de 1608 : « Un grand tableau original dudit Michel Lange représentant le pèlerinage de Notre Seigneur à Emmaüs, se trouvant entre deux disciples, prisé 250 livres, et un autre grand tableau original dudit Michel Lange représentant Saint Thomas mettant son doigt dans la plaie de Notre Seigneur... prisé 130 livres ». L'attribution de ces deux œuvres, exposées à Loches où elles ont été retrouvées, à la main même du Caravage, divise encore aujourd'hui les spécialistes. Il commande également deux tableaux à Claude Gellée dit Le Lorrain en 1636.

## Vie familiale
Philippe de Béthune (1565-1649), le comte de Béthune, épouse 1° en 1600 Catherine Le Bouteiller de Senlis, fille de Philippe, seigneur de Moucy. Les enfants du premier lit sont :
- Philippe né en 1601, décédé précocement.
- Marie de Béthune (Rome, mars 1602 - février 1628), mariée, le 4 avril 1622 au château de Moussy-le-Vieux, avec François Hannibal Ier (1572-1670), duc d'Estrées, dont postérité ;
- Hippolyte de Béthune (Rome, 19 septembre 1603 - 24 septembre 1665), le comte de Béthune, comte de Selles, marquis de Chabris, baron de Rosny ; x 1629 Anne-Marie, fille d'Honorat de Beauvilliers comte de St-Aignan (descendant des anciens seigneurs de Selles-sur-Cher) et sœur du duc François de St-Aignan, d'où entre autres enfants :
  - - Philippe II de Béthune, comte de Selles (1630-1658), x Marie fille de Jean d'Estampes-Valençay, † 1697 ; - Armand (1635-1703), évêque de Saint-Flour en 1661-1663 et du Puy en 1663-1703 ; - François-Annibal (~1642-1732), chef d'escadre ; - Hippolyte (1643-1720), aumônier de Marie-Thérèse, évêque de Verdun en 1681-1720 ; - Louis, † 1728, marquis de Béthune et de Chabris, gouverneur d'Ardres et Guînes, sans postérité survivante de ses deux mariages ; - Marie, abbesse de Montreuil-sous-Laon ; - Anne-Berthe, abbesse de St-Corentin puis de Beaumont-lès-Tours ; - Marie, x 1667 François de Rouville, gouverneur d’Ardres et de Guînes ;
  - - Henri-Philippe de Béthune (1632-1690), chevalier de Malte, comte de Selles et marquis de Chabris, x Marie-Anne Dauvet des Marests/des Marais († 1697 ; arrière-arrière-petite-cousine de Charlotte Dauvet, la mère de Philippe et Maximilien de Béthune), d'où, entre autres enfants :
    - Louis (1663-1734), qui fait la suite des marquis de Chabris, dits marquis de Béthune par son mariage en 1708 avec Marie-Thérèse de La Combe :
      - père d'Armand-Louis Ier (1711-1788 ; x 1746 1° Marie-Edmée fille de Jean de Boullongne, et 2° 1755 Marie-Louise-Thérèse fille de Louis-Antoine Crozat) (→ la sœur d'Armand-Louis, Marie-Armande (1709-1772), x 1746 Jean Pâris de Monmartel, benjamin des quatre frères Pâris, marquis de Brunoy : parents d'Armand-Louis-Joseph de Pâris (1748-1781), qui cède Brunoy au comte de Provence en 1774), 
        - père lui-même d'Armand-Louis II (1756-1833 ; né du 2° ; → Ses frère et sœurs sont : Armand-Louis-Jean, le chevalier de Béthune ; Armande-Pauline-Charlotte, x Raoul de Gaucourt ; Armande-Louise-Adélaïde, x 1780 avec postérité André-Joseph-Marie-Gaspard de Castellane-Majastres ; et leurs demi-sœurs, nées du 1° : Catherine-Pauline, x 1770 Louis-Jean-Baptiste-Antonin Colbert de Seignelay ; et Armande-Jeanne-Claude, Mlle de Chabris, x 1772 Félicité-Jean-Louis-Etienne de Durfort-Deyme). En 1793 Armand-Louis II épousa sans postérité Marie-Louise Scheir, mais il eut un enfant naturel reconnu, Anne-Louis-Maximilien-Constant de Béthune-Chabris (1802-1874 ; x Aline-Françoise Dambrin-Brambrin de Calmenil : d'où Armand-Maximilien (de) Béthune (1855-† ap. 1923) ; voir ses 2° noces en 1918 avec Amélie-Georgette Ehrler à l'article Béthune-Descendance naturelle) ;

  - et - François-Gaston de Béthune (1638-1692), Marquis de Béthune et de Chabris, comte de Selles, ambassadeur ordinaire et extraordinaire auprès des rois de Pologne et de Suède, décédé à Stockholm le 02/10/1692 et inhumé au château de Selles-sur-Cher en mars 1693 (Voir les archives départementales du Loir-et-Cher, commune de Selles-sur-Cher, registre E Dépôt 242/16 BMS 1692-1693 vue 22) ; x 1668 Louise-Marie de La Grange d'Arquien, sœur de la reine de Pologne Marie-Casimire-Louise, d'où :
    - 1- Louis, † 1704, marquis de Béthune, gouverneur de Romorantin ; - Marie-Christine-Catherine (1677-1721), x 2° 1692 Alexandre Sapieha : Postérité ; - Jeanne-Marie (v. 1672-1744), x 1693 Jan-Stanislaw Jablonowski (1669-1731 ; cf. Wikipedia), fils de Stanislaw-Jan et oncle maternel du roi Stanislas) : dont six enfants, recensés par le site Neil Jeffares : Pastellists, c'est-à-dire les cinq indiqués par le site Geneanet, arbre d'Alain Garric (dont Stanislaw Wincenty Jablonowski), plus Maria Ludwika Jablonowska (1711-1773) — donnée par les sites MyHeritage et Brigitte Gastel — mariée en 1730 à Anne-Charles-Frédéric de La Trémoïlle, duc de Châtellerault, prince de Talmont, comte de Taillebourg (v. 1711-1759), neveu du duc Charles-Belgique-Hollande, et maîtresse en 1748 du Jeune Prétendant Stuart (cf. l'article Charlotte Stuart) ;
    - et - Louis-Marie-Victor, † 1744, comte de Béthune et de Selles, chambellan du roi de Pologne ; il vend le comté de Selles en 1719 à Cardin Le Bret de Flacourt ; x 1° 1708 Henriette, demi-sœur d'Henri duc d'Harcourt, et 2° 1715 Marie-Françoise, fille de François-Bernard Potier, duc de Tresmes et de Gesvres (1655-1739). Père, parmi de nombreux enfants, de : 
      - - Marie-Casimire-Thérèse-Emmanuelle de Béthune (1709-1755 ; née du 1° ; x 1° 1727 le marquis François de Grancey (1666-juillet 1728 ; sans postérité), et 2° 1729 Charles-Louis-Auguste Fouquet duc de Belle-Isle : Postérité) ; et son demi-frère - Joachim-Casimir-Léon de Béthune (1724-1769 ; né du 2° ; x 1749 Antoinette-Marie-Louise, fille de Louis-Antoine Crozat et sœur de Marie-Louise-Thérèse ci-dessus : Postérité féminine) ;
- Henri ou Henry de Béthune (Rome, 1604 - 1680), évêque de Bayonne (1626-1629), de Maillezais (1630-1646), archevêque de Bordeaux et primat d'Aquitaine, aumônier de Gaston de France (1608-1660, duc d'Orléans, frère du roi Louis XIII).
- Louis de Béthune (Paris, 5 février 1605 - 20 mars 1681), 1er duc de Chârost (1672), capitaine des gardes du corps du roi, maréchal des camps et armées du roi, lieutenant-général des ville et citadelle de Calais, chevalier des ordres du roi ; x 1639 Marie L'Escalopier : Postérité, suite des ducs de Chârost  puis ducs d'Ancenis, cf. l'article François-Joseph.

En secondes noces, il épouse 2° Marie d'Alègre, fille de Christophe Ier et sœur d'Anne, en 1608. Il n'aura pas d'enfant du second lit.

## Armoiries
| Image | Armoiries |
| ----- | --- |
|       | Écartelé : aux I et IV, de Melun ; aux II et III, bandé de gueules et d'argent, au chef d'argent, chargé d'une rose de gueules et soutenu d'une trangle d'or chargée d'une anguille d'azur (Orsini / (Jouvenel) « des Ursins ») ; sur le tout d'argent à une fasce de gueules. |